# Bomba de hidrogeniones gástrica
La bomba de hidrogeniones gástrica es una proteína transportadora de membrana del tipo canal ligando dependiente. Libera protones en forma de hirogeniones (H+ ) al medio de la luz gástrica para sintetizar ácido gástrico (HCl).
También se le conoce como bomba H+/K+ ATPasa o ATPasa de intercambio hidrógeno-potasio y se encuentra principalmente en las células parietales del estómago.

Se inhibe con Omeprazol, Picoprazol o cualquier otro Benzimidazol inhibiendo la secreción de ácido por la célula.